# Coppa del Mondo di rugby 1991
La Coppa del Mondo di rugby 1991 (in inglese 1991 Rugby World Cup) fu la 2ª edizione della Coppa del Mondo di rugby, massima competizione internazionale di rugby a 15 organizzata dall'International Rugby Football Board.
Benché formalmente organizzata dall'Inghilterra, fu ospitata da tutte le Isole britanniche e la Francia, per un totale di cinque federazioni — la citata Inghilterra, il Galles, la Scozia, l'Irlanda e la Francia — su tre Paesi (Francia, Irlanda e Regno Unito); singolarmente, fu Edimburgo, in Scozia, la città che ospitò più incontri, cinque, contro i quattro di Londra e, più in generale, i sette (su 32 totali) di tutta l'Inghilterra.
La competizione si tenne dal 3 ottobre al 2 novembre 1991 e fu vinta dall'Australia che in finale sconfisse 12-6 proprio gli organizzatori dell'Inghilterra.
Fu la seconda e ultima edizione della Coppa del Mondo a prevedere un sistema di punteggio con la meta valida 4 punti.
Pochi mesi più tardi il meeting annuale dell'International Rugby Football Board sancì il passaggio da 4 a 5 punti della meta.
Il valore delle marcature, come stabilito dall’IRFB nel 1977, era: 4 punti per ciascuna meta (6 se trasformata), 3 punti per la realizzazione di ciascun calcio piazzato, idem per il drop.

## Storia

### L'organizzazione
La scelta dell'Inghilterra quale federazione organizzatrice era già stata informalmente decisa da prima dell'avvio dell'edizione precedente, così come quella di condividere con altri Paesi la logistica del torneo.
La Coppa del 1991 fu la prima a implementare il meccanismo delle qualificazioni che riguardarono 32 Paesi a fronte delle 8 nazionali già ammesse in virtù della qualificazione ai quarti di finale della Coppa del Mondo 1987.
A livello statistico tali qualificazioni furono la prima e unica occasione di vedere impegnate in una competizione ufficiale alcune squadre che non si sarebbero ripresentate in seguito, quali la Jugoslavia (dissolta nel 1992 nella forma in cui fu nota per mezzo secolo) e la Cecoslovacchia (scioltasi nel 1993); fu anche l'unica apparizione della Germania Ovest prima della riunificazione tedesca.

### Il torneo

Localizzazione dei Paesi qualificati alla Coppa del Mondo 1991

L'unica vera sorpresa della fase a gironi fu l'eliminazione del Galles, terzo nel 1987, l'unica delle 8 qualificate dell'edizione precedente insieme a Figi a non passare ai quarti di finale a causa di una inaspettata sconfitta, frutto di sottovalutazione, contro le Samoa Occidentali nella sua gara d'esordio.
Rispetto a quattro anni prima le due nuove qualificate furono le citate Samoa Occidentali e il Canada, che portò per la prima volta il Nordamerica alla fase a eliminazione della Coppa.
Il comitato organizzatore inaugurò la consuetudine di sorteggiare la composizione dei gironi a qualificazioni ancora in corso, quindi prefigurando in anticipo in quale girone e contro quali avversari le squadre qualificate, sostituite da un segnaposto con il nome del continente e il numero d'ordine di classifica d'ammissione, sarebbero terminate.
Polemiche sportive sorsero invece nel girone degli inglesi, che vedeva allineati anche Stati Uniti, Nuova Zelanda e Italia: quest'ultima, dopo avere battuto nella partita d'esordio gli americani, affrontò l'Inghilterra a Twickenham opponendo una strenua resistenza all'avversario che vinse con il punteggio di 36-6 ma criticò aspramente la tattica del C.T. azzurro Bertrand Fourcade, che in una conferenza stampa rispose accusando gli inglesi di arroganza e suggerendo il pensionamento dell'arbitro scozzese dell'incontro Brian Anderson, a suo dire partigiano nella concessione dei calci franchi all'Inghilterra.
Le polemiche giornalistiche proseguirono fino alla partita dell'Italia contro la Nuova Zelanda, in cui gli Azzurri contennero il passivo a soli 10 punti (21-31) grazie a una prestazione molto fisica.
L'allora vice presidente federale Giancarlo Dondi, benché intento a smorzare le polemiche sorte dal battibecco tra Fourcade e la stampa inglese, sulla scia di tale risultato dichiarò in un'intervista che l'Italia autentica era quella vista contro gli All Blacks, in quanto le era stato permesso di giocare, posizione ribadita anche dallo stesso Fourcade.
Il neozelandese Wayne Shelford, nel dopogara, dichiarò altresì che laddove la sua squadra aveva vinto, l'Italia aveva trionfato.
Le nuove arrivate Canada e Samoa Occidentali furono eliminate da, rispettivamente, Nuova Zelanda e Scozia sebbene non con punteggi punitivi per la compagine soccombente (-16 per i nordamericani, -22 per gli isolani del Pacifico), mentre l'Inghilterra si impose 19-10 al Parco dei Principi di Parigi contro la Francia al termine di un'infuocata partita in cui, sul 10-10, l'inglese Mickey Skinner partì in mischia chiusa dalla terza ala del suo raggruppamento per andare a placcare Marc Cécillon e ricacciarlo indietro di quasi cinque metri, facendo perdere ai francesi l'inerzia del gioco e di fatto indirizzando l'incontro a favore della sua squadra.
A Dublino, altresì, la più quotata Australia ebbe la meglio sull'Irlanda, ma solo nei secondi finali di gara, perché al 79' gli irlandesi conducevano 18-15 prima che Michael Lynagh realizzasse la meta che dava alla sua squadra la vittoria per 19-18.
In semifinale, ancora a Dublino, Campese e Horan andarono a segno nel primo tempo e contribuirono a chiudere 13-0 sulla Nuova Zelanda a metà gara, che nel prosieguo non vide gli All Blacks recuperare, solo ridurre il passivo e perdere 6-16, mentre a Edimburgo l'Inghilterra vinse contro la Scozia una gara senza mete (due piazzati a due degli specialisti Jonathan Webb e Gavin Hastings e un drop per gli inglesi, di Rob Andrew).
Davanti a più di 56 000 spettatori che riempirono lo stadio di Twickenham gli Wallabies di Campese batterono 12-6 un'Inghilterra che aveva cercato di abbandonare il gioco chiuso e basato sugli avanti per un gioco alla mano; l'unica meta dell'incontro fu marcata dall'australiano Tony Daly, mentre i punti al piede furono realizzati da Michael Lynagh ancora per l'Australia (una trasformazione e due piazzati) e Jonathan Webb per gli inglesi (due piazzati).
Destò scalpore in Inghilterra la notizia della rivendita a bagarinaggio dei biglietti della finale a prezzi maggiorati del 1000% (da 25 a 250 sterline)), circostanza in parte favorita dalla decisione dell'IRFB di concedere 42 000 biglietti alle agenzie turistiche o a scopi promozionali, riducendo così il numero dei posti disponibili e facendo aumentare il prezzo di rivendita.
A livello mediatico la Coppa registrò un'audience televisiva di circa 1 750 000 000 spettatori su 103 Paesi e sugli spalti di 1 021 827 paganti.

## Squadre qualificate
|                        | Africa                | Americhe                                                                  | Asia                        | Europa                                                              | Oceania                                               |
| Ammissioni automatiche |                       |                                                                           |                             | - Francia - Galles - Inghilterra (organizzatore) - Irlanda - Scozia | - Australia - Figi - Nuova Zelanda (campione uscente) |
| Qualificazioni         | - Zimbabwe (Africa 1) | - Argentina (Americhe 2) - Canada (Americhe 1) - Stati Uniti (Americhe 3) | - Giappone (Asia/Oceania 2) | - Italia (Europa 1) - Romania (Europa 2)                            | - Samoa Occidentali (Asia/Oceania 1)                  |

## Impianti
| Città              | Impianto                     | Capacità | Incontri |
| ------------------ | ---------------------------- | -------- | -------- |
| Agen               | Stadio Armandie              | 14 000   | 1        |
| Bayonne            | Parco degli sport Saint-Léon | 13 500   | 1        |
| Belfast            | Ravenhill Stadium            | 12 300   | 1        |
| Béziers            | Stade de la Méditerranée     | 18 000   | 1        |
| Brive-la-Gaillarde | Parc Municipal des Sports    | 16 000   | 1        |
| Cardiff            | National Stadium             | 53 000   | 4        |
| Dublino            | Lansdowne Road               | 49 250   | 4        |
| Edimburgo          | Stadio di Murrayfield        | 67 800   | 5        |
| Gloucester         | Stadio di Kingsholm          | 12 500   | 1        |
| Grenoble           | Stadio Lesdiguières          | 18 548   | 1        |
| Leicester          | Welford Road Stadium         | 16 815   | 1        |
| Llanelli           | Stradey Park                 | 10 800   | 1        |
| Londra             | Stadio di Twickenham         | 75 000   | 4        |
| Otley              | Cross Green                  | 5 000    | 1        |
| Parigi             | Parco dei Principi           | 48 712   | 1        |
| Pontypool          | Pontypool Park               | 14 000   | 1        |
| Pontypridd         | Sardis Road                  | 7 200    | 1        |
| Tolosa             | Stadio Ernest Wallon         | 19 000   | 1        |
| Villeneuve-d'Ascq  | Stadium Nord                 | 18 185   | 1        |

## Formula
Le 16 squadre furono ripartite in 4 gironi da 4 squadre ciascuna che si affrontarono con il metodo del girone all'italiana.
Il punteggio assegnato fu quello classico di 2 punti per la vittoria, 1 ciascuno per il pareggio e zero per la sconfitta.
A qualificarsi per i quarti di finale furono le due squadre meglio classificate di ogni girone.
In caso di parità di punti prevalse la squadra con il maggior numero di mete segnate, criterio preferito a quello della differenza punti marcati/subiti.
Tale sistema fu decisivo per dirimere la situazione nel girone C, l'unico in cui più squadre si contesero a pari punti un posto utile alla qualificazione: Figi ebbe la meglio su Italia e Argentina per via delle 6 mete marcate rispetto alle 5 degli Azzurri e alle 4 dei Pumas.
Nei quarti di finale le prime classificate dei gironi A e D incontrarono le seconde dell'altro girone; stesso incrocio vi fu per le qualificate dei gironi B e C.
Le vincenti si incontrarono in semifinale; fu prevista la finale per il terzo posto tra le due sconfitte in semifinale.
La finale fu disputata allo stadio di Twickenham a Londra, mentre quella del terzo posto fu prevista al National Stadium di Cardiff.

## Gironi
| Girone A                                             | Girone B                                 | Girone C                                             | Girone D                            |
| ---------------------------------------------------- | ---------------------------------------- | ---------------------------------------------------- | ----------------------------------- |
| - Inghilterra - Italia - Nuova Zelanda - Stati Uniti | - Giappone - Irlanda - Scozia - Zimbabwe | - Argentina - Australia - Galles - Samoa Occidentali | - Canada - Figi - Francia - Romania |

## Fase a gironi

### Girone A
| Data       | Incontro                    | Risultato | Sede       |
| ---------- | --------------------------- | --------- | ---------- |
| 3-10-1991  | Inghilterra — Nuova Zelanda | 12-18     | Londra     |
| 5-10-1991  | Italia — Stati Uniti        | 30-9      | Otley      |
| 8-10-1991  | Nuova Zelanda — Stati Uniti | 46-6      | Gloucester |
| 8-10-1991  | Inghilterra — Italia        | 36-6      | Londra     |
| 11-10-1991 | Inghilterra — Stati Uniti   | 37-9      | Londra     |
| 13-10-1991 | Italia — Nuova Zelanda      | 21-31     | Leicester  |

#### Classifica
| Pos | Squadra       | G | V | N | P | PF | PS  | P±  | PT |
| --- | ------------- | - | - | - | - | -- | --- | --- | -- |
| A1  | Nuova Zelanda | 3 | 3 | 0 | 0 | 95 | 39  | 56  | 6  |
| A2  | Inghilterra   | 3 | 2 | 0 | 1 | 85 | 33  | 52  | 4  |
| A3  | Italia        | 3 | 1 | 0 | 2 | 57 | 76  | −19 | 2  |
| A4  | Stati Uniti   | 3 | 0 | 0 | 3 | 24 | 113 | −89 | 0  |

### Girone B
| Data       | Incontro            | Risultato | Sede      |
| ---------- | ------------------- | --------- | --------- |
| 5-10-1991  | Scozia — Giappone   | 47-9      | Edimburgo |
| 6-10-1991  | Irlanda — Zimbabwe  | 55-11     | Dublino   |
| 9-10-1991  | Irlanda — Giappone  | 32-16     | Dublino   |
| 9-10-1991  | Scozia — Zimbabwe   | 51-12     | Edimburgo |
| 12-10-1991 | Scozia — Irlanda    | 24-15     | Edimburgo |
| 14-10-1991 | Giappone — Zimbabwe | 52-8      | Belfast   |

#### Classifica
| Pos | Squadra  | G | V | N | P | PF  | PS  | P±   | PT |
| --- | -------- | - | - | - | - | --- | --- | ---- | -- |
| B1  | Scozia   | 3 | 3 | 0 | 0 | 122 | 36  | 86   | 6  |
| B2  | Irlanda  | 3 | 2 | 0 | 1 | 102 | 51  | 51   | 4  |
| B3  | Giappone | 3 | 1 | 0 | 2 | 77  | 87  | −10  | 2  |
| B4  | Zimbabwe | 3 | 0 | 0 | 3 | 31  | 158 | −127 | 0  |

### Girone C
| Data       | Incontro              | Risultato | Sede       |
| ---------- | --------------------- | --------- | ---------- |
| 4-10-1991  | Argentina — Australia | 19-32     | Llanelli   |
| 6-10-1991  | Galles — Samoa        | 13-16     | Cardiff    |
| 9-10-1991  | Australia — Samoa     | 9-3       | Pontypool  |
| 9-10-1991  | Galles — Argentina    | 16-7      | Cardiff    |
| 12-10-1991 | Galles — Australia    | 3-38      | Cardiff    |
| 13-10-1991 | Argentina — Samoa     | 12-25     | Pontypridd |

#### Classifica
| Pos | Squadra           | G | V | N | P | PF | PS | P±  | PT |
| --- | ----------------- | - | - | - | - | -- | -- | --- | -- |
| C1  | Australia         | 3 | 3 | 0 | 0 | 79 | 25 | 54  | 6  |
| C2  | Samoa Occidentali | 3 | 2 | 0 | 1 | 54 | 34 | 20  | 4  |
| C3  | Galles            | 3 | 1 | 0 | 2 | 32 | 61 | −29 | 2  |
| C4  | Argentina         | 3 | 0 | 0 | 3 | 38 | 83 | −45 | 0  |

### Girone D
| Data       | Incontro          | Risultato | Sede     |
| ---------- | ----------------- | --------- | -------- |
| 4-10-1991  | Francia — Romania | 30-3      | Béziers  |
| 5-10-1991  | Canada — Figi     | 13-3      | Bayonne  |
| 8-10-1991  | Francia — Figi    | 33-9      | Grenoble |
| 9-10-1991  | Canada — Romania  | 19-11     | Tolosa   |
| 12-10-1991 | Figi — Romania    | 15-17     | Brive    |
| 13-10-1991 | Francia — Canada  | 19-13     | Agen     |

#### Classifica
| Pos | Squadra | G | V | N | P | PF | PS | P±  | PT |
| --- | ------- | - | - | - | - | -- | -- | --- | -- |
| D1  | Francia | 3 | 3 | 0 | 0 | 82 | 25 | 57  | 6  |
| D2  | Canada  | 3 | 2 | 0 | 1 | 45 | 33 | 12  | 4  |
| D3  | Romania | 3 | 1 | 0 | 2 | 31 | 64 | −33 | 2  |
| D4  | Figi    | 3 | 0 | 0 | 3 | 27 | 63 | −36 | 0  |

## Play-off
|  | Quarti di finale              | Quarti di finale              | Quarti di finale              |                               |                     | Semifinali            | Semifinali            | Semifinali            |                       |                       | Finale              | Finale              | Finale              |                    |                    |
|  |                               |                               |                               |                               |                     |                       |                       |                       |                       |                       |                     |                     |                     |                    |                    |
|  | 19 ottobre, Edimburgo         |                               |                               |                               |                     |                       |                       |                       |                       |                       |                     |                     |                     |                    |                    |
|  | B1                            | Scozia                        | 28                            |                               |                     |                       |                       |                       |                       |                       |                     |                     |                     |                    |                    |
|  | C2                            | Samoa Occidentali             | 6                             |                               |                     | 26 ottobre, Edimburgo | 26 ottobre, Edimburgo | 26 ottobre, Edimburgo | 26 ottobre, Edimburgo | 26 ottobre, Edimburgo |                     |                     |                     |                    |                    |
|  |                               |                               |                               |                               |                     | Scozia                | 6                     |                       |                       |                       |                     |                     |                     |                    |                    |
|  | 19 ottobre, Parigi            | 19 ottobre, Parigi            | 19 ottobre, Parigi            | 19 ottobre, Parigi            |                     |                       | Inghilterra           | 9                     |                       |                       |                     |                     |                     |                    |                    |
|  | D1                            | Francia                       | 10                            |                               |                     |                       |                       |                       |                       |                       |                     |                     |                     |                    |                    |
|  | A2                            | Inghilterra                   | 19                            |                               |                     |                       |                       |                       |                       |                       | 2 novembre, Londra  | 2 novembre, Londra  | 2 novembre, Londra  | 2 novembre, Londra | 2 novembre, Londra |
|  |                               |                               |                               |                               |                     |                       |                       |                       |                       |                       |                     | Inghilterra         | 6                   |                    |                    |
|  | 20 ottobre, Dublino           | 20 ottobre, Dublino           | 20 ottobre, Dublino           | 20 ottobre, Dublino           | 20 ottobre, Dublino |                       |                       |                       |                       |                       |                     | Australia           | 12                  |                    |                    |
|  | B2                            | Irlanda                       | 18                            |                               |                     |                       |                       |                       |                       |                       |                     |                     |                     |                    |                    |
|  | C1                            | Australia                     | 19                            |                               |                     | 27 ottobre, Dublino   | 27 ottobre, Dublino   | 27 ottobre, Dublino   | 27 ottobre, Dublino   | 27 ottobre, Dublino   |                     | Finale 3º posto     | Finale 3º posto     | Finale 3º posto    |                    |
|  |                               |                               |                               |                               |                     | Australia             | 16                    |                       | 30 ottobre, Cardiff   | 30 ottobre, Cardiff   | 30 ottobre, Cardiff | 30 ottobre, Cardiff | 30 ottobre, Cardiff |                    |                    |
|  | 20 ottobre, Villeneuve-d'Ascq | 20 ottobre, Villeneuve-d'Ascq | 20 ottobre, Villeneuve-d'Ascq | 20 ottobre, Villeneuve-d'Ascq |                     |                       | Nuova Zelanda         | 6                     |                       |                       |                     | Scozia              | 6                   |                    |                    |
|  | D2                            | Canada                        | 13                            |                               |                     |                       |                       |                       |                       |                       | Nuova Zelanda       | 13                  |                     |                    |                    |
|  | A1                            | Nuova Zelanda                 | 29                            |                               |                     |                       |                       |                       |                       |                       |                     |                     |                     |                    |                    |

### Quarti di finale
| Arbitro: | Derek Bevan |

|                                |      |               |
| Stanger 30’ Jeffrey 39’, 70’   | mt   |               |
| G. Hastings 39’, 70’           | tr   |               |
| G. Hastings 17’, 56’, 63’, 70’ | c.p. | 6’ Vaea       |
|                                | drop | 58’ S. Bachop |

| Arbitro: | David Bishop |

|                  |      |                              |
| Lafond 51’       | mt   | 19’ R. Underwood 80’ Carling |
|                  | tr   | 80’ Webb                     |
| Lacroix 16’, 22’ | c.p. | 6’, 9’, 75’ Webb             |

| Arbitro: | Jim Fleming |

|                     |      |                             |
| G. Hamilton 75’     | mt   | 17’, 53’ Campese 79’ Lynagh |
| Keyes 75’           | tr   | 17’, 53’ Lynagh             |
| Keyes 26’, 34’, 63’ | c.p. | 45’ Lynagh                  |
| Keyes 51’           | drop |                             |

| Arbitro: | Fred Howard |

|                       |      |                                                    |
| Tynan 60’ Charron 80’ | mt   | 9’, 75’ Timu 19’ McCahill 39’ Z. Brooke 55’ Kirwan |
| Rees 80’              | tr   | 9’, 19’, 39’ Fox                                   |
| Wyatt 33’             | c.p. | 27’ Fox                                            |

### Semifinali
| Arbitro: | Kerry Fitzgerald |

|                     |      |               |
| G. Hastings 9’, 32’ | c.p. | 34’, 57’ Webb |
|                     | drop | 75’ Andrew    |

| Arbitro: | Jim Fleming |

|                      |      |              |
| Campese 6’ Horan 34’ | mt   |              |
| Lynagh 34’           | tr   |              |
| Lynagh 13’, 60’      | c.p. | 42’, 73’ Fox |

### Finale per il 3º posto
| Arbitro: | Stephen Hilditch |

|                       |      |                     |
| W. Little 79’         | mt   |                     |
| Preston 13’, 33’, 48’ | c.p. | 4’, 75’ G. Hastings |

### Finale
| Arbitro: | Derek Bevan |

| |            | |
| | mt         | 30’ Daly |
| | tr         | 30’ Lynagh |
| Webb 60’, 71’ | c.p.       | 27’, 65’ Lynagh |
| Webb Halliday Carling Guscott R. Underwood Andrew R.J. Hill Leonard Moore Probyn Ackford Dooley Skinner Winterbottom Teague | Formazioni | Roebuck Campese J. Little Horan Egerton Lynagh Farr-Jones Daly Kearns McKenzie McCall Eales Poidevin Ofahengaue Coker |
| Geoff Cooke | Allenatori | Bob Dwyer |

## Statistiche
A differenza dell'edizione di quattro anni prima, in cui la Nuova Zelanda fu la mattatrice di tutte le classifiche di rendimento sia di squadra che individuale, il 1991 vide affermarsi elementi di diversi Paesi del mondo rugbistico: se il campione del mondo australiano David Campese primeggiò nella classifica dei marcatori di mete con 6 realizzazioni, anche il francese Jean-Baptiste Lafond lo affiancò in testa a tale graduatoria.
Per quanto riguarda i punti, invece, la palma di migliore fu dell'irlandese Ralph Keyes che ne realizzò 62, frutto di 16 calci piazzati, 2 drop e 7 trasformazioni.
La Scozia, che si fermò in semifinale, fu la squadra con il maggior numero di punti marcati e la migliore differenza punti fatti/subiti, mentre invece la stessa Australia, pure campionessa del mondo e vincitrice di tutti e sei gli incontri in cui fu impegnata, fu terza nella classifica dei punti e delle mete marcate e seconda per punti subìti dietro la Francia, la quale tuttavia disputò due partite in meno essendo stata eliminata ai quarti di finale.
L'affluenza totale fu di 1 021 827 spettatori e il record del torneo è di 70 000 spettatori raggiunto allo stadio di Twickenham di Londra in occasione dell'incontro di apertura tra Nuova Zelanda e Inghilterra, più della finale tra Australia e — di nuovo — Inghilterra, che fu altresì seguita sugli spalti da 56 208 spettatori paganti.